# Acacia creatacea
Acacia creatacea é uma espécie de leguminosa do gênero Acacia, pertencente à família Fabaceae.